# Käthe Reinhardt
Käthe „Kati“ Reinhardt, eigentlich Katharina Erika Selma Reinhardt (geb. 23. September 1896 in Berlin; gest. am 28. Juni 1987 ebendort) war eine deutsche Aktivistin der ersten Lesbenbewegung. Als Organisatorin und Veranstalterin von Klubs, Bällen und Treffen sowie als Betreiberin von Lokalen war sie eine prägende Gestalt der lesbischen Subkultur Berlins von der Zeit der Weimarer Republik bis in die frühen 1980er Jahre. Sie betrieb in den 1920er Jahren die größten Clubs für die lesbische Bewegung mit bis zu 2000 Personen und arbeitete unter anderem gemeinsam mit Charlotte „Lotte“ Hahm, mit der sie 1945 auch das erste lesbische Lokal Ost-Berlins gründete.

## Weimarer Republik
Käthe Reinhardt wurde am 23. September 1896 in der elterlichen Wohnung in der Claudiusstraße 4 im Hansa-Viertel geboren. Ihre Eltern waren der Bankbeamte Max Reinhardt und Marie geb. Gassel. Sie wuchs in großbürgerlichen Verhältnissen auf. Käthe hatte einen Bruder, Walter, geboren 1890. Weitere Details zu ihrer Kindheit und Jugend sind nicht bekannt.
Von ihrem Namen existieren verschiedene Schreibvarianten, so finden sich Käthe, Käte und Kati, für den Nachnamen Reinhardt und Reinhard sowie Kati R. Reinhard. Erstmals in Erscheinung trat sie Anfang 1927 durch zwei Gedichte, die sie in der lesbischen Zeitschrift Die Freundin veröffentlichte. Kurz darauf wirkte sie dann erstmals als Veranstalterin mit dem „Klub Monbijou“. Er war 1928 von der Damengruppe des Deutschen Freundschaftsverbandes, einer der großen Homosexuellenorganisationen der Weimarer Republik, gegründet worden. Reinhardt war Leiterin des Klubs, der in der „Zauberflöte“ in der Kommandantenstraße 72 stattfand. Neben regelmäßigen großen Bällen gab es kleinere Veranstaltungen, zusätzlich gründeten sich Kegel- und Wandergruppen (geleitet von Herta Laser), Vorträge wurden organisiert und ein Dampferausflug fand statt. Der Klub hatte eigenen Angaben zufolge nach einjährigem Bestehen fast 2000 Mitglieder und im Laufe des ersten Jahres über 15.000 Besucherinnen. Von den Weihnachts- und Silvesterbällen 1928 wurde berichtet: „Von selten großem Erfolge waren die Veranstaltungen des Damenklub ‚Monbijou‘, in der ‚Zauberflöte‘, Kommandantenstraße 72, an den Weihnachtsfeiertagen und Silvester. Am 1. Weihnachtsfeiertag zur Weihnachtsbescherung waren ca. 300 Frauen erschienen […]. Erstaunlich gut besucht war die Silvesterfeier des Klubs ‚Monbijou‘. Weit über 400 Damen wollten im Kreise der Gleichgesinnten das neue Jahr feiern. Viele gingen wieder, weil keine Aussicht bestand einen Stuhl zu erhalten. […] Bis 6 Uhr früh war voller Betrieb.“
Ruth Margarete Roellig widmete dem Klub 1928 in ihrem Buch Berlins lesbische Frauen ein eigenes Kapitel, in dem sie schrieb: „verschwenderisch bunt flutet eine Fülle von Licht über die meist jugendlichen, schlanken Frauengestalten, die sich hier in harmloser Fröhlichkeit beim »Spiegeltanz«, Walzer oder zur Gesellschaftstyrolienne tummeln. Als Besonderheit des Klubs gilt die ganz offizielle Unterscheidung von »Bubis« - den maskulinen – und »Mädis« - den femininen Frauen. So beim beliebten Glockentanz, wo die »Bubis« allein Glocken erhalten und sich damit ihre Mädis heranläuten. [...] Andere männliche Besucher sind sehr wenig gern gesehen, man ist lieber unter sich. Trotz seiner verhältnismäßigen Jugend erfreut sich der Klub Monbijou schon einer zahlreichen Anhängerschaft in den besseren Kreisen der jungen Mädchen [...] Der Clou dieser Abende ist das wunderbare, sehenswerte Lichterspiel – bald ist der große schöne Saal lila überflammt, dann wieder grün, oder er taucht sich plötzlich in ein tiefes, sattes Rot, in dessen weichem Licht sich die Paare nach den Klängen der Musik drehen.“
Das erste Stiftungsfest des Klubs wurde für den 31. August 1929 anberaumt. Zwei Tage zuvor kam die Ankündigung, dass Kati Reinhardt und der Klub den Deutschen Freundschaftsverband verlassen, sich mit dem ebenfalls zum DFV gehörenden Klub Violetta unter Lotte Hahm zusammenschließen und gemeinsam zur größeren Konkurrenzorganisation des DFV, dem Bund für Menschenrecht unter Friedrich Radszuweit wechseln werden. Laut Lotte Hahm war der Hintergrund, dass es sich beim Präsidenten des DFV und gleichzeitigen Leiter der Damengruppe, Carl Bergmann, um einen heterosexuellen Mann handele, der den Damenklub „nur zur Ausnutzung für seine persönlichen Zwecke“ gegründet habe. Da Reinhardt diesen Umzug ohne Rücksicht auf die Verankerung des Clubs beim DFV durchführte, wird angenommen, dass sie auch in kaufmännischer Hinsicht den Klub leitete und sowohl über die Namensrechte als auch den Mietvertrag des Klubs in der Zauberflöte verfügte. Die zu dieser Zeit noch dem DFV zugehörige, kurz danach aber ebenfalls zum BfM wechselnde Selli Engler berichtete von einer Begegnung zwischen ihr und Reinhardt am Abend des Stiftungsfestes, bei dem Reinhardt sie ansatzlos beschimpft und beleidigt habe, was vermutlich mit Englers vorausgehenden Veröffentlichungen im Zusammenhang stand, in denen sie Reinhardt und Hahm Verrat am DFV und niedrige Beweggründe unterstellt hatte.
Die Vereinigung 1929 der Damenclubs Violetta und Monbijou veranstalteten drei Abende pro Woche in der Zauberflöte, bei besonderen Veranstaltungen wie z. B. Silvesterbällen konnten um die 500 Frauen anwesend sein, Männern war der Zutritt untersagt. Außerhalb der Abende in der Zauberflöte agierten die beiden Clubs unabhängig voneinander. Neben ihrer organisatorischen Funktion trat Reinhardt regelmäßig als Sängerin auf, zeitgenössische Berichte hoben die Qualität ihres Gesangs hervor. Ganz unkritisch wurden ihre Veranstaltungen aber nicht gesehen. So äußerte sich Gertrude Sandmann in einem Rückblick 1976 zurückhaltend und charakterisierte die Art der Veranstaltungen als bürgerlich-spießig, mit einer „Vorliebe für Schnulzen-Musik und deftigen Tanzvergnügungen im großen Saal“.
Anders als prominente Vertreterinnen der ersten Lesbenbewegung wie Hahm oder Engler trat Reinhardt weder als Autorin noch als Aktivistin in Erscheinung, sondern beschränkte sich vollständig auf ihre Arbeit als Veranstalterin. Reinhardt war außergewöhnlich populär, in der Zeitschrift Die Freundin wurde 1931 über sie geschrieben, dass „sie als ein prachtvoller Mensch und Künstlerin es verstanden hat, sich die Herzen aller Mitglieder zu erwerben“.

## Zeit des Nationalsozialismus
Mit der Schließung der Zauberflöte durch die Nationalsozialisten 1933 pausierte Reinhardts Engagement, anders als bei Lotte Hahm lassen sich zwischen 1933 und 1945 keine veranstalterischen Aktivitäten Reinhardts nachweisen.
Der einzige Bericht über Reinhardt aus dieser Zeit stammt aus Polizei- und Gestapoakten aus dem Oktober 1935. Zu dieser Zeit meldete sie bei der Polizei einen Ball lesbischer Frauen in Friedrichshain, veranstaltet vom Club „Die lustige Neun“. Als Folge wurden die rund 150 teilnehmenden Frauen von der Gestapo überwacht, direkte Folgen hatte die Denunziation vermutlich keine. Aus welchen Gründen Reinhardt die Veranstaltung der Polizei anzeigte, ist nicht bekannt, Schoppmann zieht die Möglichkeiten in Betracht, dass es nicht Reinhardt selbst gewesen sei und ihr die Denunziation quasi untergeschoben wurde oder dass Reinhardt möglicherweise selbst ins Visier der Polizei geraten sein könnte und entsprechend unter Druck stand.

## Nachkriegszeit
Wenige Monate nach Kriegsende bezog Reinhardt zusammen mit ihrer Lebensgefährtin Eva Kohlrusch eine kleine Wohnung in der Kulmbacher Straße in Schöneberg. Wann das Paar sich kennengelernt hatte, ist nicht bekannt. Kohlrusch war 1900 in Warschau als Ewa Frydman geboren und von jüdischer Herkunft. Durch ihren Umzug nach Berlin und eine 1938 wieder geschiedene Ehe gelang es ihr möglicherweise, ihre Herkunft zu verschleiern und so der Shoah zu entgehen. Von 1951 bis in die 1970er Jahre führte Reinhardt – gemeinsam mit Kohlrusch bis zu deren Tod am 19. Juli 1969 – eine Färberei, Reinigung und Wäscherei in der Winterfeldtstraße.

### Lokale
Hahm und Reinhardt eröffneten 1945 ein Lokal für lesbische Frauen am Spittelmarkt, das Lokal existierte von 1945 bis 1947 für rund eineinhalb Jahre und war damit das erste Lesben-Lokal Ost-Berlins. Da das Lokal im sowjetischen Sektor nicht wohlgelitten war, zogen sie um in die Oranienstraße 162 im westlichen Teil Berlins und eröffneten dort neu unter dem Namen „Max und Moritz“, das Lokal war bis in die 60er Jahre unter lesbischen Frauen populär. Eine Zeitzeugin berichtete „Katy’s Lokal war ein richtiger Kontakthof, denn sie gab sich sehr viel Mühe, Kontakte herzustellen, ohne irgendwie anrüchig zu wirken. Sie verwies ‚neue‘ Frauen an bestimmte Tische […].“
1958 sind Frauen-Clubs bei „Kati und Eva“ in der Augsburger Straße 52 nachgewiesen. Diese bewarb Reinhardt durch kleine Annoncen in der Aphrodite, einer von 1956 bis 1958 erschienen Beilage für lesbische Frauen der homophilen Zeitschrift Der Ring. Die junge Gisela Necker verkehrte dort ab 1959 und erinnerte sich 2011 daran: „Damals gab es einen Club namens ‚Bei Kathi‘ in einem Hinterhof in der Augsburger Straße. Das hat man aber nur über Verbindungen erfahren. Wir haben dort Partyspiele und Tanzspiele gespielt. […] Das Bei Kathi war noch sehr diskret, mit der Atmosphäre eines Clubs, sehr plüschig und mit gedämpfter Beleuchtung; man ging dort spät in der Nacht hin.“

### „Elite-Tanzabende“
Unmittelbar nach Kriegsende begann Reinhardt 1945 gemeinsam mit Lotte Hahm auch wieder als Ausrichterin größerer Veranstaltungen aktiv zu werden. In der Zauberflöte versuchten sie gemeinsam Bälle zu veranstalten. Bald organisierte Reinhardt auch wieder Bälle auf eigene Faust. Diese Bälle hießen „Elite-Tanzabende“ und fanden einmal monatlich seit den 1950er Jahren bis Anfang der 1980er Jahre statt. Die Orte wechselten, um 1950 in der „Kajüte“ hinter dem Rathaus Schöneberg, im Winter in den 1950er Jahren sowie in den 1980er Jahren im Hotel Intercontinental, später auch in der Eierschale in Dahlem.
An diesen Bällen nahmen regelmäßig um die 200 Frauen teil, einige auch aus dem Ausland. Zutritt hatten Frauen nur auf Einladung, wenn Reinhardt sie in ihre „Privatkartei“ aufgenommen hatte. Dazu mussten sie Reinhardt bekannt sein oder Empfehlungen anderer Frauen vorweisen können. Vielfach waren diese Frauen mit Reinhardt bereits aus der Vorkriegszeit bekannt, insgesamt war das Publikum älter.
In ihrer Gestalt blieben die Elite-Tanzabende der Vorkriegszeit verhaftet. Die Historikerin und Aktivistin Ilse Kokula, die in den 1970er Jahren an einem dieser Bälle teilnehmen konnte, beschrieb, dass er z. B. hinsichtlich der Tänze noch immer Mustern der 1920er Jahre folgte, was ihr befremdlich erschien. Unter anderem Polonaisen waren Bestandteil dieser Tanzabende. Auch die Historikerin und Aktivistin Claudia Schoppmann hatte noch 1981 Gelegenheit, an einem solchen Ball im Hotel InterContinental Berlin teilzunehmen.

### Tod
Mitte der 1980er Jahre war Reinhardt krank und auf Sozialleistungen angewiesen. Am 28. Juni 1987 starb sie im Elisabeth-Krankenhaus in Berlin-Tiergarten. Beigesetzt wurde sie am 6. August auf dem Städtischen Friedhof in Berlin-Steglitz, das Grab wurde später eingeebnet.

## Forschungsgeschichte
Mit der Zerschlagung ihrer Organisationen und Medien durch die Nationalsozialisten ab 1933 gerieten die erste Homosexuellenbewegung und ihre Protagonisten zunehmend in Vergessenheit. Die fortgesetzten Repressionen in der Bundesrepublik der Nachkriegszeit führte erst mit der Lesben- und Schwulenbewegung ab den frühen 1970er Jahren bei Aktivistinnen und Aktivisten und ihrem Interesse an der „eigenen Geschichte“ zu ersten Nachforschungen.
Da Reinhardt so gut wie nie Texte veröffentlicht hat, sind zeitgenössische Anzeigen und Berichte über ihre Veranstaltungen sowie spätere Erinnerungen und Interviews mit Zeitzeuginnen die wesentlichen Quellen über ihre Tätigkeit. Trotz ihrer langen und steten Präsenz in der lesbischen Subkultur suchte Reinhardt weder Anschluss an die neue Lesbenbewegung noch legte sie Zeugnis über ihre Tätigkeit ab. Forschungsanfragen von Ilse Kokula entzog sich Reinhardt und verweigerte Interviews. Als Claudia Schoppmann Mitte der 1980er eine Interviewanfrage in Betracht zog, war Reinhardt „leider schon zu senil, um noch was auszusagen“.
Reinhardt fand im Zusammenhang mit ihren Veranstaltungen bereits in frühen Texten zur ersten Lesbenbewegung Erwähnung, so z. B. durch Gertrude Sandmann. In monographischen Arbeiten zur Geschichte der Berliner Homosexuellenbewegung systematisierten und ergänzten Heike Schader 1994 und Jens Dobler Anfang der 2000er Jahre die Kenntnisse um Reinhardt. 2020 publizierte Claudia Schoppmann eine erste biographische Darstellung von Käthe Reinhardts Leben.